# 多脉胡椒
多脉胡椒（学名：Piper submultinerve）为胡椒科胡椒属的植物，是中国的特有植物。分布在中国大陆的云南等地，生长于海拔1,400米至1,800米的地区，多生长在林中水旁荫湿处、树上及石上，目前尚未由人工引种栽培。

## 异名
- Piper submultinerve C. DC. var. nandanicum Tseng